# Metallamide
Metallamide sind Salze eines Metalls, bei denen das Gegenion die Form R1R2N− hat, wobei die beiden Reste R1 und R2 gleich oder verschieden sein können und sowohl Wasserstoffatome als auch andere Gruppen, insbesondere Organylgruppen sein können. Das Anion leitet sich von Ammoniak (R1 = R2 = H), einem primären Amin (R1 = H; R2 = Organyl) oder einem sekundären Amin (R1 = Organyl; R2 = Organyl) ab. 
| Allgemeine Struktur von Metallamiden:    |
| ---------------------------------------- |
|                                          |
| R1, R2 = Alkyl-, Arylgruppe, Wasserstoff |

## Herstellung und Verwendung
Anorganische Metallamide sind Derivate des Ammoniaks, bei denen ein Wasserstoffatom durch ein Metallatom ersetzt ist. Die wichtigsten Vertreter sind Natriumamid und Lithiumamid, die beide als starke Basen bei Eliminierung- und Kondensationsreaktionen eingesetzt werden. Natriumamid erhält man durch Reaktion von Natrium mit flüssigem Ammoniak und ist beispielsweise großtechnisch bedeutsam bei der Synthese von Indigo. Lithiumamid wird durch Erhitzen von Lithium im Ammoniak-Strom hergestellt.
Organische Metallamide leiten sich von primären oder sekundären Aminen ab. So erhält man beispielsweise durch die Deprotonierung von wasserfreiem Diisopropylamin das Lithiumdiisopropylamid (LDA), welches in der organische Synthese häufig zur Erzeugung von Carbanionen eingesetzt wird.
Kalium-(3-aminopropyl)amid wird durch Deprotonierung von 1,3-Diaminopropan mit Kaliumhydrid hergestellt und wird für die Alkin-Zipper-Reaktion eingesetzt, mit der interne Alkine zu terminalen Alkinen isomerisiert werden können.